# Calle de Botoneras
La calle de Botoneras es una pequeña y "galdosiana" calle de Madrid situada entre la Plaza Mayor y la calle Imperial, en el barrio de Sol. Es mencionada en Misericordia: "Doña Paca era la res humilde que va a donde la llevan, aunque sea al matadero; Juliana el pastor que guía y conduce. Desaparecieron en la Plaza Mayor, por la calle de Botoneras... Benina dio algunos pasos para ver el triste ganado, y cuando lo perdió de vista, se limpió las lágrimas que inundaban su rostro".

## Historia
Esta calle toma su nombre del gremio de trabajadoras que se situaba en ella, probablemente surgido en el siglo XVII, como muchas de las calles adyacentes a la Plaza Mayor, las botoneras. Tuvo varios nombres, entre ellos Arco Imperial y Diez y Siete de Julio, en honor a la Revolución española de 1854, pero pronto volvió a su nombre original. A lo largo del tiempo, ha albergado variados y señeros comercios. El 29 de abril de 1936, el Café Rojo que se encontraba en el número 3 de la calle, albergó un banquete homenaje en honor del éxito obtenido por Luis Cernuda, al publicar La realidad y el deseo, al que acudieron los más egregios representantes de la Generación del 27.